# Nullosetigera bidentata
Nullosetigera bidentata is een eenoogkreeftjessoort uit de familie van de Nullosetigeridae. De wetenschappelijke naam van de soort is voor het eerst geldig gepubliceerd in 1883 door Brady.